# Shlomo Pines
Shlomo Pines (geboren 5. August 1908 in Charenton-le-Pont; gestorben 9. Januar 1990 in Jerusalem) war ein israelischer Philosoph.

## Leben
Shlomo Pines war der Sohn des jüdischen Kaufmanns und Gelehrten Meyer Isser Pines. Er wuchs zunächst in Riga, Archangelsk und London auf, ab 1921 besuchte er die Schule in Berlin, wo er das Abitur machte. Ab 1926 bis 1934 studierte er Philosophie und Semitische Sprachen an der Universität Heidelberg, der Universität Genf und in Berlin. An der Universität Berlin traf er auf den Arabisten Paul Kraus und auf Leo Strauss. 1932 ging er nach Paris, wurde aber noch 1934, nach der Machtergreifung der Nationalsozialisten, in Berlin mit einer Arbeit über den Atomismus im Islam promoviert.
Ab 1937 lehrte er als Dozent am Institut d'Histoire des Sciences der Sorbonne in Paris.
In der von Muhammad Asad in Hyderabad herausgegebenen Zeitschrift Islamic culture veröffentlichte er 1937 den Artikel Some Problems of Islamic Philosophy, der eine veränderte Rezeption der nachklassischen muslimischen Philosophie ermöglichte.
Nach Kriegsausbruch gelang es ihm, mit seiner Familie 1940 über Marseille nach Palästina zu fliehen, und er fand dort dank seiner Sprachkenntnisse Arbeit bei der britischen Mandatsverwaltung. Nach der Gründung des Staates Israel 1947 war er für das israelische Außenministerium tätig.
Von 1952 an lehrte Pines als Philosophieprofessor an der Hebräischen Universität Jerusalem. 1960 wurde er in die Israelische Akademie der Wissenschaften aufgenommen. 1963 erschien in Zusammenarbeit mit Ralph Lerner und Leo Strauss seine Übersetzung von Maimonides’ Führer der Unschlüssigen aus dem Judäo-Arabischen ins Englische, die seither als Referenzausgabe gilt. Strauss verfasste dazu einen Einführungsessay. Pines erhielt 1968 den Wolf-Preis und 1975 den Rothschild-Preis.
Pines entdeckte 1971 eine arabische Abschrift des Testimonium Flavianum aus dem 10. Jahrhundert und später noch einen weiteren Text von Josephus in einer Übersetzung durch Michael der Syrer aus dem 12. Jahrhundert.
Sein Grab trägt die Aussage von Spinoza Homo liber de nulla re minus quam de morte cogitat.
Nach Pines benannt ist der Shlomo Pines Prize for Outstanding Young Scholars.

## Schriften (Auswahl)
Pines’ Schüler gaben eine Werkausgabe heraus:
- The Collected Works of Shlomo Pines. Jerusalem u. a., Magnes Press u. a. 1979–1997;
  - Band 1: Studies in Abuʾl-Barakāt al-Baghdādī Physics and Metaphysics. 1979, ISBN 965-223-332-3;
  - Band 2: Studies in Arabic Versions of Greek Texts and in Medieval Sciences. 1986, ISBN 965-223-626-8;
  - Band 3: Studies in the History of Arabic Philosophy. Edited by Sarah Stroumsa[5]. 1996, ISBN 965-223-829-5;
  - Band 4: Studies in the History of Religion. Edited by Guy G. Stroumsa. 1996, ISBN 965-223-830-9;
  - Band 5: Studies in the History of the Jewish Thought. Edited by Warren Zev Harvey, Moshe Idel. 1997, ISBN 965-223-910-0.

Einzelschriften
- Beiträge zur islamischen Atomenlehre. Harrassowitz, Leipzig 1936, (Zugleich: Berlin, Universität, Dissertation, 1934[6]).
- La „Philosophie Orientale“ d’Avicenne et sa polémique contre les Bagdadiens. In: Archives d’histoire doctrinale et littéraire du Moyen Age. Band 19, 1952, S. 5–37, JSTOR:44403030.
- Moses Maimonides: The Guide of the Perplexed. Translated with an Introduction and Notes by Shlomo Pinès, with an Introductory Essay by Leo Strauss. The University of Chicago Press, Chicago IL 1963.
- An Arabic version of the Testimonium Flavianum and its implications. Israel Academy of Sciences and Humanities, Jerusalem 1971.
- An Early Meaning of the Term mutakallim. In: Israel Oriental Studies. Band 1, 1971, ISSN 0334-4401, S. 224–240.
- mit Bernard Suler: Avicenna. In: Encyclopaedia Judaica. Band 3: Anh – Az. Encyclopaedia Judaica, Jerusalem 1971, Sp. 955–959.
- als Herausgeber mit Shmuel Sambursky: The Concept of Time in Late Neoplatonism. Texts with Translation, Introduction and Notes. The Israel Academy of Sciences and Humanities, Jerusalem 1971.
- Maimonides, Rabbi Moses Ben Maimon. In: Charles Coulston Gillispie (Hrsg.): Dictionary of Scientific Biography. Band 9: A. T. Macrobius – K. F. Naumann. Scribner, New York NY 1974, S. 27–32.
- Al-Rāzī, Abū Bakr Muhammad ibn Zakariyyā. In: Charles Coulston Gillispie (Hrsg.): Dictionary of Scientific Biography. Band 11: A. Pitcairn – B. Rush. Scribner, New York NY 1975, S. 323–326.
- als Herausgeber mit Yirmiyahu Yovel: Maimonides and Philosophy (= Archives Internationales d’Histoire des Idées. 114). Nijhoff, Dordrecht u. a. 1986, ISBN 90-247-3439-8.
- Gospel quotations and cognate topics in ʿAbd al-Jabbār’s Tathbīt in relation to early Christian and Judaeo-Christian readings and traditions. In: Jerusalem Studies in Arabic and Islam. Band 9, 1987, ISSN 0334-4118, S. 195–278.